# Peter George (Gewichtheber)
Peter T. „Pete“ George (* 29. Juni 1929 in Akron, Ohio; † 28. Juli 2021) war ein US-amerikanischer Gewichtheber.

## Leben
Peter George kam als Sohn bulgarischer Einwanderer in Akron zur Welt. Als Oberschüler kam er mit dem Gewichtheben in Berührung. Er machte so schnelle Fortschritte, dass er 1946 als 17-jähriger bereits US-amerikanischer Meister und als 18-jähriger 1947 Weltmeister in Philadelphia wurde, wobei er die Gewichtheberlegende Olympiasieger Anthony Terlazzo schlug. Danach startete er bis 1956 bei allen Olympischen Spielen und Weltmeisterschaften und gewann insgesamt fünfmal. Bemerkenswert war seine Zuverlässigkeit. Von 1946 bis 1957 wurde er bei allen Großereignissen, bei denen er startete, entweder Sieger oder er belegte den zweiten Platz. 1953 vollbrachte er eine außerordentliche Leistung, als er 8 kg abtrainierte, um aus mannschaftstaktischen Gründen im Leichtgewicht starten zu können.
Nach seiner Gewichtheberkarriere besuchte Pete George die Kent State, die Ohio State University sowie die Columbia University, wo er Zahnmedizin studierte. Später wurde George Zahnarzt in der United States Army und danach in Florida.

## Internationale Erfolge
(OS = Olympische Spiele, WM = Weltmeisterschaft, Le = Leichtgewicht, Mi = Mittelgewicht)
- 1947, 1. Platz, WM in Philadelphia, Le, mit 352,5 kg, vor Anthony Terlazzo, USA, 350 kg und Stuart, Kanada, 342,5 kg;
- 1948, Silbermedaille, OS in London, Mi, mit 382,5 kg, hinter Frank Spellman, USA, 390 kg unv vor Kim Jung-Sip, Südkorea, 380 kg;
- 1949, 2. Platz, WM in Scheveningen, Mi, mit 385 kg, hinter Khadr Sayed El Touni, Ägypten, 397,5 kg und vor Rhanavardi, Iran, 340 kg;
- 1950, 2. Platz, WM in Paris, Mi, mit 390 kg, hinter El Touni, 400 kg und vor Puschkarew, UdSSR, 385 kg;
- 1951, 1. Platz, PanAm Games in Buenos Aires, Mi, mit 380 kg, vor Sposato, Argentinien, 342,5 kg;
- 1951, 1. Platz, WM in Mailand, Mi, mit 395 kg, vor Dave Sheppard, USA, 395 kg und El Touni, 387,5 kg;
- 1952, Goldmedaille, OS in Helsinki, Mi, mit 400 kg, vor Gerard Gratton, Canada, 390 kg und Kim Jung-Sip, 382,5 kg;
- 1953, 1. Platz, WM in Stockholm, Le, mit 370 kg, vor Dimitri Iwanow, UdSSR, 365 kg und Said Gouda, Ägypten, 355 kg;
- 1954, 1. Platz, WM in Wien, Mi, mit 405 kg, vor Fjodor Bogdanowski, UdSSR, 402,5 kg und Stanley Stanczyk, USA, 390 kg;
- 1955, 1. Platz, PanAm Games, Mi, mit 405 kg, vor Suarez, Argentinien, 362,5 kg;
- 1955, 1. Platz, WM in München, Mi, mit 405 kg, vor Bogdanowski, 405 kg und Ingemar Franzen, Schweden, 372,5 kg;
- 1956, Silbermedaille, OS in Melbourne, Mi, 412,5 kg, hinter Bogdanowski, 412 kg und vor Ermanno Pignatti, Italien, 382,5 kg

## USA-Meisterschaften
- 1946, 1. Platz, Le, mit 322,5 kg,
- 1949, 1. Platz, Mi, mit 375 kg,
- 1950, 1. Platz, Mi, mit 377,5 kg, vor Spellman, 375 und Gratton, 375 kg,
- 1951, 1. Platz, Mi, mit 390 kg, vor Sheppard, 390 kg und Spellman, 365 kg;
- 1952, 1. Platz, Mi, mit 360 kg,
- 1953, 2. Platz, Mi, mit 385 kg, hinter Thomas Kono, 415 kg,
- 1957, 1. Platz, Mi, mit 385 kg, vor Giller, 372,5 kg

## Weltrekorde
im beidarmigen Stoßen:
- 161 kg, 1948 in York, Mi,
- 162 kg, 1950 in Los Angeles, Mi,
- 164,5 kg, 1950 in York, Mi